# Кубок Польщі з футболу 1952
Кубок Польщі з футболу 1952 — 3-й розіграш кубкового футбольного турніру в Польщі. Титул вперше здобув Колеяж (Варшава).

## Календар
| Раунд           | Дата                 | Матчі | Клуби   |
| --------------- | -------------------- | ----- | ------- |
| Перший раунд    | 5 жовтня 1952        | 3     | 71 → 68 |
| Другий раунд    | 19-28 жовтня 1952    | 28    | 68 → 40 |
| Третій раунд    | 1-6 листопада 1952   | 14    | 40 → 26 |
| Четвертий раунд | 9-16 листопада 1952  | 12    | 26 → 14 |
| П'ятий раунд    | 16-23 листопада 1952 | 6     | 14 → 8  |
| 1/4 фіналу      | 30 листопада 1952    | 4     | 8 → 4   |
| 1/2 фіналу      | 7 грудня 1952        | 2     | 4 → 2   |
| Фінал           | 21 грудня 1952       | 1     | 2 → 1   |

## Перший раунд
| Команда 1         | Рахунок | Команда 2         |
| ----------------- | ------- | ----------------- |
| 5 жовтня 1952     |         |                   |
| Оркан (Сохачев)   | 0:9     | ЦВКС Іб (Варшава) |
| Оґніво (Пабяніце) | 2:1     | Колеяж (Лодзь)    |
| ОКС Ольштин       | 9:0     | ЛКС (Ломжа)       |

## Другий раунд
| Команда 1                    | Рахунок | Команда 2           |
| ---------------------------- | ------- | ------------------- |
| 19 жовтня 1952               |         |                     |
| Завіша (Бидгощ)              | 1:1     | Колеяж (Бидгощ)     |
| Гвардія (Білосток)           | 4:1     | Колеяж (Лешно)      |
| Гвардія (Гданськ)            | 0:1     | Влукняж (Хелмек)    |
| Колеяж (Торунь)              | 3:1     | Колеяж (Гданськ)    |
| Оґніво-2 (Краків)            | 1:0     | Оґніво (Тарнув)     |
| Сталь-2 (Зелена Ґура)        | 0:3     | Сталь (Сосновець)   |
| Сталь (Ряшів)                | 5:1     | ГВКС Ґрудзьондз     |
| КС Замостя                   | 4:1     | Гутник (Нова Гута)  |
| Гурник (Забже)               | 2:1     | Влукняж (Краків)    |
| ОКС Ольштин                  | 1:2     | Сталь (Познань)     |
| Колеяж (Ольштин)             | 1:5     | Сталь (Ліпіни)      |
| Колеяж (Ключборк)            | 3:0     | Гурник (Радзьонкув) |
| Гвардія (Кельце)             | 0:1     | Влукняж (Ходакув)   |
| Влукняж (Радом)              | 1:2 дч  | Гурник (Кнурув)     |
| Сталь (Гданськ)              | 2:3     | Гвардія (Варшава)   |
| ОВКС (Вроцлав)               | 2:0     | РВКС (Люблін)       |
| ЛЗС (Сухеднюв)               | 1:3     | Лотнік (Варшава)    |
| Оґніво (Пабяніце)            | 2:3 дч  | Гвардія (Познань)   |
| Гурник (Битом)               | 3:1     | Гвардія (Щецин)     |
| Влукняж (Кросно)             | 0:2     | Гурник (Валбжих)    |
| Спуйня (Томашів-Мазовецький) | 1:3     | Спуйня (Варшава)    |
| Влукняж Відзев (Лодзь)       | 0:2     | Будовляні (Ополе)   |
| Будовляні (Перемишль)        | 3:2     | Сталь (Вроцлав)     |
| Гвардія (Люблін)             | 0:3     | Гвардія (Бидгощ)    |
| Будовляні (Члухув)           | 1:3     | Гвардія (Слупськ)   |
| 22 жовтня 1952               |         |                     |
| Сталь (Зелена Ґура)          | 2:6     | ЦВКС Іб (Варшава)   |
| Колеяж (Катовиці)            | 4:1     | Стар (Стараховіце)  |
| КС (Ґрифіце)                 | 1:2     | Оґніво (Ченстохова) |

Перегравання
| Команда 1       | Рахунок | Команда 2       |
| --------------- | ------- | --------------- |
| 28 жовтня 1952  |         |                 |
| Завіша (Бидгощ) | 4:1     | Колеяж (Бидгощ) |

## Третій раунд
| Команда 1             | Рахунок | Команда 2          |
| --------------------- | ------- | ------------------ |
| 1 листопада 1952      |         |                    |
| Оґніво (Ченстохова)   | 1:2     | Гвардія (Білосток) |
| Завіша (Бидгощ)       | 3:3 дч  | Влукняж (Хелмек)   |
| Колеяж (Торунь)       | 1:0     | Оґніво-2 (Краків)  |
| Сталь (Ряшів)         | 2:3 дч  | КС Замостя         |
| Гурник (Забже)        | 4:2     | Сталь (Познань)    |
| ЦВКС Іб (Варшава)     | 2:1 дч  | Сталь (Ліпіни)     |
| Влукняж (Ходакув)     | 5:1     | Гурник (Кнурув)    |
| Гвардія (Варшава)     | 0:1     | ОВКС (Вроцлав)     |
| Лотнік (Варшава)      | 3:1     | Гвардія (Познань)  |
| Гурник (Битом)        | 3:2 дч  | Гурник (Валбжих)   |
| Спуйня (Варшава)      | 4:7     | Будовляні (Ополе)  |
| Будовляні (Перемишль) | 0:4     | Гвардія (Бидгощ)   |
| Сталь (Сосновець)     | 0:3     | Гвардія (Слупськ)  |
| Колеяж (Катовиці)     | 2:1     | Колеяж (Ключборк)  |

Перегравання
| Команда 1        | Рахунок | Команда 2        |
| ---------------- | ------- | ---------------- |
| 6 листопада 1952 |         |                  |
| Завіша (Бидгощ)  | 2:0     | Влукняж (Хелмек) |

## Четвертий раунд
| Команда 1          | Рахунок | Команда 2           |
| ------------------ | ------- | ------------------- |
| 9 листопада 1952   |         |                     |
| Гвардія (Білосток) | 1:3     | Завіша (Бидгощ)     |
| Колеяж (Торунь)    | 0:2     | Гвардія (Краків)    |
| КС Замостя         | 1:6     | ОВКС (Краків)       |
| ЦВКС Іб (Варшава)  | 7:1     | ЛКС (Лодзь)         |
| Влукняж (Ходакув)  | 1:3     | Гурник (Радлін)     |
| ОВКС (Вроцлав)     | 1:2     | Будовляні (Гданськ) |
| Лотнік (Варшава)   | 1:4     | ЦВКС (Варшава)      |
| Будовляні (Ополе)  | 2:1     | Гвардія (Бидгощ)    |
| Гвардія (Слупськ)  | 2:1     | Колеяж (Познань)    |
| 16 листопада 1952  |         |                     |
| Гурник (Забже)     | 1:0     | Будовляні (Хожув)   |
| Колеяж (Катовиці)  | 1:7     | Колеяж (Варшава)    |
| Гурник (Битом)     | 2:1     | Оґніво (Краків)     |

## П'ятий раунд
| Команда 1           | Рахунок | Команда 2         |
| ------------------- | ------- | ----------------- |
| 16 листопада 1952   |         |                   |
| Завіша (Бидгощ)     | 1:2     | Гвардія (Краків)  |
| Гвардія (Слупськ)   | 1:5     | ОВКС (Краків)     |
| Будовляні (Гданськ) | 3:0     | ЦВКС (Варшава)    |
| 23 листопада 1952   |         |                   |
| Гурник (Забже)      | 1:2     | ЦВКС Іб (Варшава) |
| Колеяж (Варшава)    | 4:3     | Гурник (Радлін)   |
| Гурник (Битом)      | 2:0     | Будовляні (Ополе) |

## 1/4 фіналу
| Команда 1           | Рахунок | Команда 2      |
| ------------------- | ------- | -------------- |
| 30 листопада 1952   |         |                |
| Гвардія (Краків)    | 5:0     | ОВКС (Краків)  |
| Будовляні (Гданськ) | 1:2 дч  | Гурник (Битом) |
| ЦВКС Іб (Варшава)   | 2:1     | Унія (Хожув)   |
| Колеяж (Варшава)    | 4:2     | Оґніво (Битом) |

## 1/2 фіналу
| Команда 1        | Рахунок | Команда 2         |
| ---------------- | ------- | ----------------- |
| 7 грудня 1952    |         |                   |
| Гвардія (Краків) | 0:0 дч  | ЦВКС Іб (Варшава) |
| Колеяж (Варшава) | 3:1     | Гурник (Битом)    |

Перегравання
| Команда 1        | Рахунок | Команда 2         |
| ---------------- | ------- | ----------------- |
| Гвардія (Краків) | 0:1 дч  | ЦВКС Іб (Варшава) |

## Фінал
| 21 грудня 1952 |

| Колеяж (Варшава) | 1:0      | ЦВКС Іб (Варшава) |
| ---------------- | -------- | ----------------- |
| Весоловскі 50'   | Протокол |                   |

| Стадіон Війська Польського, Варшава Глядачів: 15 000 Арбітр: Фрончик |